# العراق في بطولة العالم للألعاب المائية 2023
من المقرر أن يشارك العراق في بطولة العالم للرياضات المائية 2023 في فوكوكا باليابان في الفترة من 14 إلى 30 يوليو / تموز . 

## سباحة
شاركت العراق بسباحين .  
الرجال
| رياضي     | حدث                     | حرارة   | حرارة | نصف النهائي | نصف النهائي | أخير     | أخير     |
| رياضي     | حدث                     | وقت     | رتبة  | وقت         | رتبة        | وقت      | رتبة     |
| --------- | ----------------------- | ------- | ----- | ----------- | ----------- | -------- | -------- |
| عمر حريش  | سباحة الظهر 50 متر      | 29.88   | 57    | لم يتقدم    | لم يتقدم    | لم يتقدم | لم يتقدم |
| عمر حريش  | سباحة 100 متر ظهرًا      | 1:03.15 | 59    | لم يتقدم    | لم يتقدم    | لم يتقدم | لم يتقدم |
| حسين سويد | 200 متر سباحة حرة       | 1:59.69 | 67    | لم يتقدم    | لم يتقدم    | لم يتقدم | لم يتقدم |
| حسين سويد | سباق 200 متر فردي متنوع | 2:20.23 | 47    | لم يتقدم    | لم يتقدم    | لم يتقدم | لم يتقدم |